# Cheag

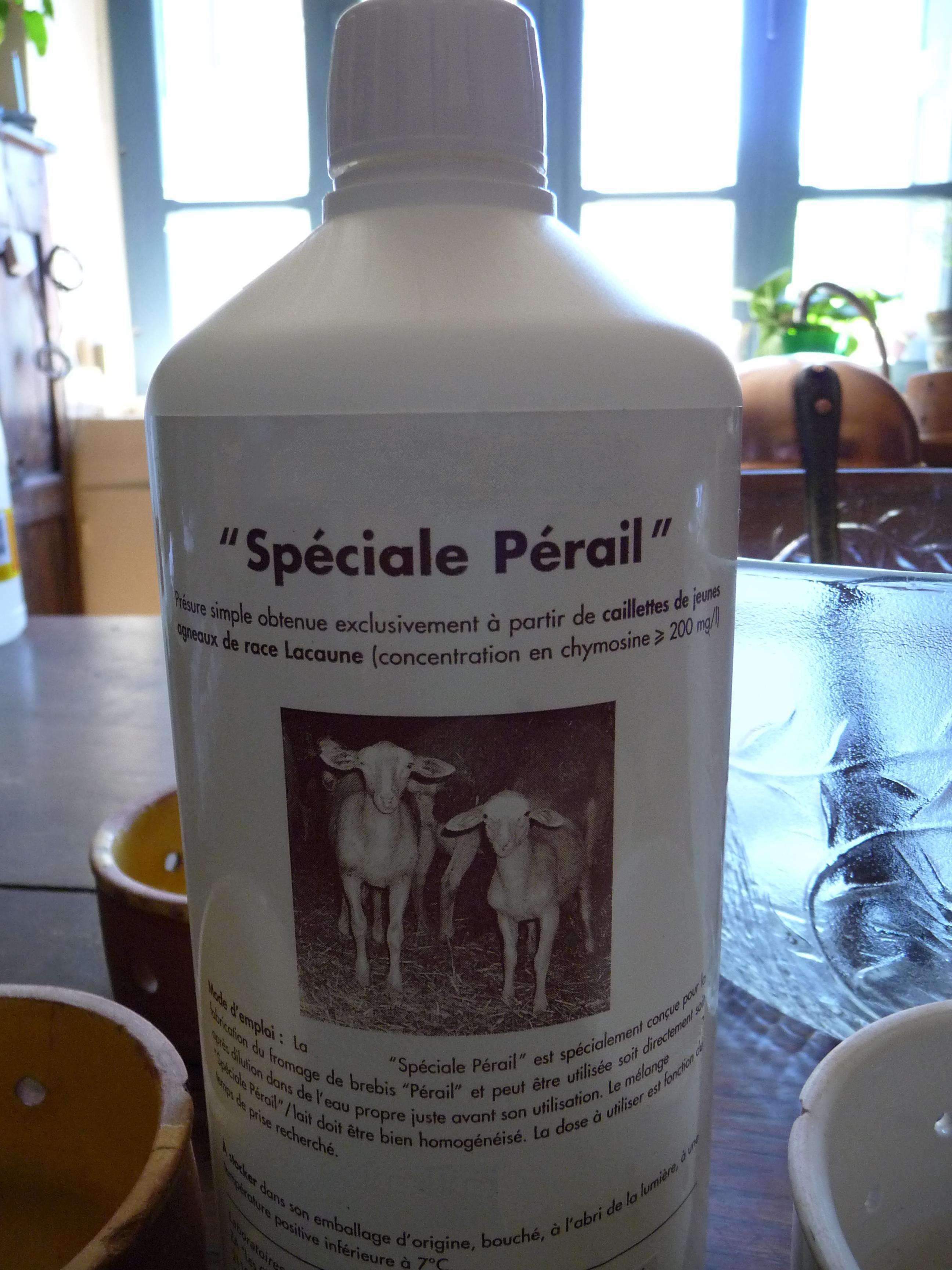
Flacon în care se comercializează cheaguri de miel

Cheagul este o substanță prezentă în stomacul mamiferelor rumegătoare ce conține în cea mai mare măsura enzima renină sau chimozină. Cheagul se folosește în fabricarea brânzeturilor pentru separarea caseinei, care înseamnă aproape 80% din proteina totală, de zer. Cuvântul cheag este un cuvânt moștenit din limba latină și provine de la cuvântul coagulum care are același înțeles.
Există și alte substanțe cu rol de închegare a laptelui, cum ar fi cheagurile vegetale obținute din ciulinul sălbatic (Cynara cardunculus), din fungii din familia Mucoraceae sau cheaguri de sinteză.